# Строительство в России
Строительство является одной из важных отраслей российской экономики.  В 2008 году в этом секторе экономики было трудоустроено 7 млн человек; на долю строительства приходится 5,5 % валовой добавленной стоимости (на 2018).

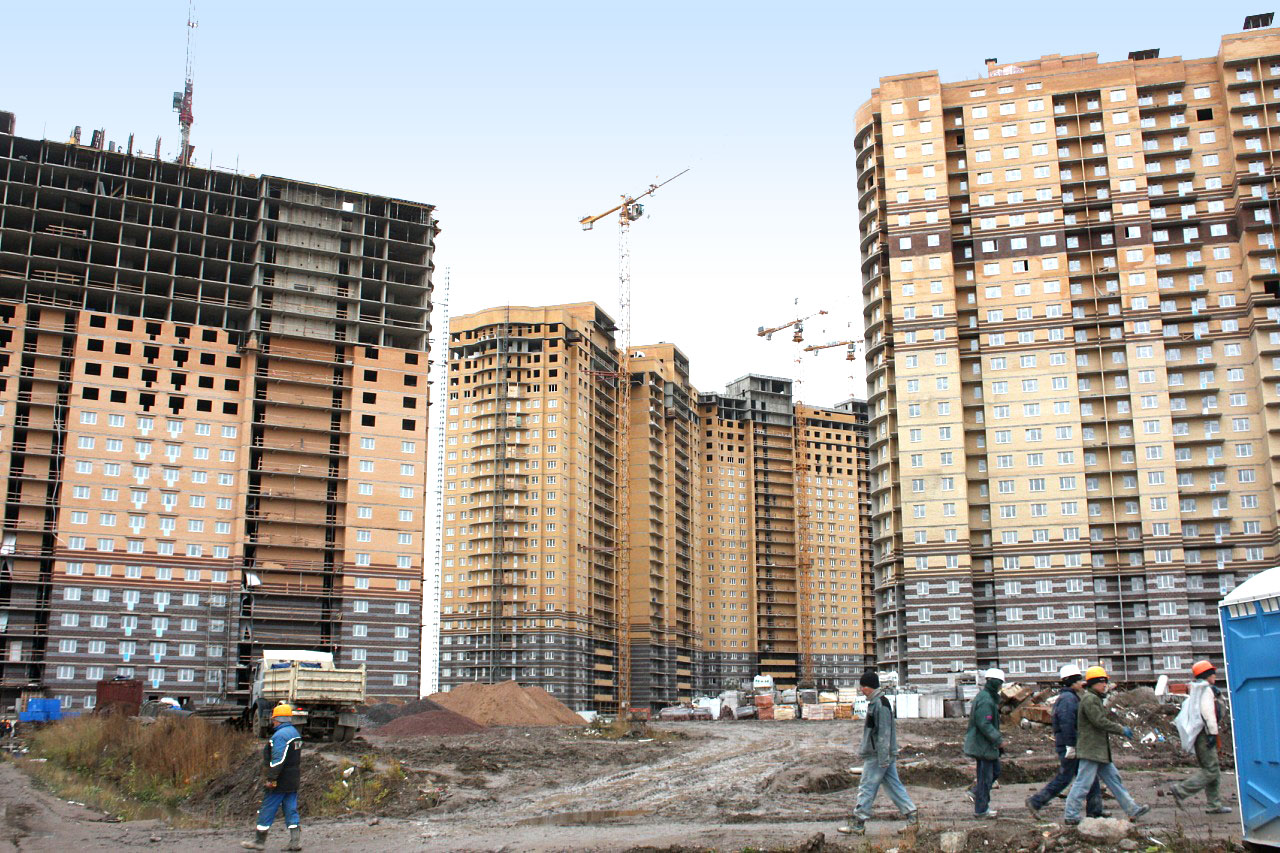
Строительство жилого комплекса «Северная долина» в Санкт-Петербурге, 2010 год

Согласно данным Росстата, объём строительных работ, выполненных за 2018 год, составил 8,4 трлн руб. Это на 5,3 % (422 млрд руб.) выше показателя предыдущего года. При этом рост в отрасли в 2018 году стал рекордным за десять лет: более высокие темпы наблюдались только в предкризисном 2008 году.
В 2024 году было введено 170, 8 млн кв. м. жилой и нежилой недвижимости. По сравнению с 2023 годом прирост по нежилому сектору составил 7,6%, объем строительства достиг 38,4 млн кв.м.. Жилой недвижимости было построено около 107,8 млн кв. м. В секторе ИЖС был достигнут максимальный показатель в 63,2 млн кв. м., что на 6% больше, чем в предыдущем году.

## История
Строительство претерпело существенные структурные изменения за последние два десятилетия. В переходный период истории страны (1990-е годы) из-за резкого снижения госфинансирования резко упали масштабы возведения крупных объектов, что в целом негативно отразилось на состоянии инфраструктуры страны. Возрождение крупнообъектного строительства началось лишь с середины 2000-х годов. Несмотря на это, появились новые, довольно прибыльные отрасли строительной промышленности, направленные на удовлетворение спроса частных компаний, благодаря чему начал развиваться сектор деловой и коммерческой недвижимости, а также частных лиц, которые стимулировали активное развитие жилищного строительства.
Международные сравнения
До начала мирового финансового кризиса 2008 года доля строительного сектора в ВВП ЕС (9 %) была в 5 раз больше, чем в России (1,5-2,0 %). На пике строительного бума количество занятых в этой отрасли в ЕС достигло 15 млн человек. Однако следует учитывать что во многих странах (Испания, США и Япония) строительный бум, вызванный перекредитованием населения с одной стороны и спекулятивным взвинчиванием цен риелторами с другой, привёл к быстрому перегреву экономики этих стран. 
Следующий за этим ипотечный кризис, связанному с разрывом спекулятивного пузыря, в конечном счёте вызвал острый финансовый-экономический кризис на рынке труда, что привело к долговременной рецессии.

## Строительство недвижимости
В 2010 году было в России введено и сдано в эксплуатацию 217 тыс. зданий, из которых 93 % (202 тыс.) пришлось на здания жилого назначения и 7 % (14,8 тыс.) на здания нежилого фонда..

### Жилищное строительство
Жилищное строительство является одним из важных секторов строительства в России, особенно в таких густонаселённых динамично развивающихся субъектах как Московская область, Краснодарский край, Республика Татарстан, Москва, Санкт-Петербург, Тюменская область, Ростовская область, Республика Башкортостан, Белгородская область, Челябинская область и Ставропольский край, на которые приходится свыше половины сданного в эксплуатацию жилья.
В I квартале 2013 г. рост площади квартир составил 6,5 % в годичном измерении. В свою очередь в I квартале 2012 г. в эксплуатацию было сдано 9,8 млн м² жилья, что составило 105,5 % к I кварталу 2011 года. Площадь индивидуальных построек, сданных в эксплуатацию в I квартале 2013 г. составила 5,3 млн м² (39,7 тыс. жилых домов), что было на (+1,7 %) больше чем в I квартале 2012 года. Доля индивидуального домостроения в общей площади сданного в эксплуатацию жилья в целом по России составила 51,4 %. В некоторых регионах страны это доля варьирует в пределах 90-100 % (Забайкальский край, Астраханская область, Волгоградская область, Иркутская область, Костромская область, Новгородская область и Пензенская область, республики Ингушетия и Тыва, Карачаево-Черкесская и Чеченская республики, Еврейский автономный округ и Сахалинская область).
По итогам 2016 года в России было введено 79,8 млн м² жилья, или 1156,5 тыс. квартир (Данные Росстата). Этот показатель снизился на 6,5 % относительно цифр 2015 года (тогда ввели 85,3 млн м²). Лидерами по вводу жилья стали Московская область (11,1 % от всего объёма), Краснодарский край (5,7 %), Москва (4,2 %), Санкт-Петербург (3,9 %), Республика Башкирия (3,4 %), Республика Татарстан (3 %), Ростовская область (2,9 %), Новосибирская область (2,8 %), Ленинградская область (2,7 %), Свердловская область (2,6 %), Самарская область (2,3 %) и Республика Дагестан (2,3 %).
Несмотря на наметившуюся стабилизацию экономики, в I полугодии 2017 года продолжился спад темпов строительства жилья. Ввод жилья в России, достигнув пика в 2015 году (85,3 млн м²), начал снижение в 2016 году. Суммарный объём ввода жилья за I полугодие 2017 года составил 28 млн м², или 88,7 % от аналогичного значения 2016 года.
С начала кризиса сокращаются абсолютные объёмы ввода как многоквартирного жилья, так и жилья, построенного индивидуальными застройщиками. Однако темпы сокращения объёмов ввода ИЖС выше, чем в многоквартирном домостроении. В I полугодии 2017 года объем ИЖС сократился относительно аналогичного периода 2016 года на 16,7 %, а многоквартирного домостроения на 6,7 %. На долю индивидуальных застройщиков пришлось 41 % от общего объема ввода в I полугодии 2017 года, что соответствует 11,5 млн м² жилья. Соответственно удельный вес многоквартирного домостроения c I полугодия 2015 года по I полугодие 2017 года вырос на 6 п.п.: с 53 % до 59 %.
По данным Росстата ввод жилья в России вырос в 2019 году на 5 % — до 79,4 миллиона квадратных метров. С учётом же домов на садоводческих участках в стране за год сдали 80,3 миллиона квадратных метров жилья. По данным Минстроя, больше всего в прошлом году сдали жилья (в миллиона квадратных метров) в Московской области — 8,6, Москве — 5,2, Краснодарском крае — 4,5, в Санкт-Петербурге — 3,5 и Татарстане — 2,7.
По количеству строящихся квартир на душу населения Россия находится в числе лидеров среди стран Европы. Так, по итогам 2017—2019 годов в России было построено 227 квартир на 10 тыс. человек населения (для сравнения, в Германии — 101, во Франции — 167, в Польше — 159, в Латвии — 45).
Для 2010-х годов характерно преобладание мало- и многоэтажной застройки. Так, в 2009 году было введено в эксплуатацию 30 509,6 тыс. м² малоэтажного (1—3 этажа) жилья (51,85 % от общего объёма введённого жилья), 2592,1 тыс. м² жилья в пятиэтажных домах (4,41 %), 3932,5 тыс. м² жилья в девятиэтажных домах (6,68 %), 6257,9 тыс. м² жилья в десятиэтажных домах (10,64 %), 5793,7 тыс. м² жилья в домах 12-16 этажей (9,85 %) и 7119,7 тыс. м² жилья в домах 17 и более этажей (12,10 %). В 2019 году было введено в эксплуатацию 40 288,6 тыс. м² малоэтажного (1—3 этажа) жилья (49,69 % от общего объёма введённого жилья), 1453,0 тыс. м² жилья в пятиэтажных домах (1,79 %), 2670,2 тыс. м² жилья в девятиэтажных домах (3,29 %), 3580,2 тыс. м² жилья в десятиэтажных домах (4,42 %), 7291,8 тыс. м² жилья в домах 12-16 этажей (8,99 %) и 21 078,2 тыс. м² жилья в домах 17 и более этажей (26,0 %).
В ноябре 2022 года президент России Владимир Путин сообщил о том, что в текущем году ожидается новый рекорд по строительству жилья —  на данный период уже было введено в эксплуатацию более 87 млн кв. м. Благодаря этому, по словам главы государства, около 3 миллионов семей смогли улучшить свои жилищные условия. По словам президента расселение граждан из аварийного фонда идет в целом по стране с опережением. «Нужно из трущоб людей выселять», — подчеркнул он.
В конце декабря 2022 года вице-премьер РФ Марат Хуснуллин сообщил о том, что ввод жилья в этом году в Российской Федерации в 2022 «перешагнёт» исторические для страны 100 млн кв м. Такой объём, по его словам, сможет улучшить жилищные условия 3,6 миллионам семей.  

### Строительство нежилой недвижимости
Несмотря на относительно небольшую долю нежилого фонда (7-10 %) в общем объёме ежегодного строительства, этот сектор привлекателен для капиталовложений крупных инвесторов. При этом иностранные инвесторы по традиции интересуются почти исключительно московским рынком недвижимости, который по своей привлекательности в 2013-м году занял 9-е место в Европе, обогнав Брюссель, Франкфурт и Вену. В то же время как российские инвесторы с середины 2000-х годов обращают всё больше внимания на другие регионы России, где высок потенциал роста, а размеры строительных площадей огромны по сравнению с уплотнённой Москвой.

## Перспективы
В настоящее время одним из важных моментов строительной промышленности России является перспектива развития территории так называемой Новой Москвы.

## Незавершённое строительство
В начале июля 2019 Счётная палата оценила объём вложений в 62,6 тыс. выявленных объектов незавершённого строительства (детские сады, школы, объекты транспортной и коммунальной инфраструктуры и т. д.) в 4,048 трлн руб. Объем вложений в незавершённые федеральные стройки СП оценила в 1,157 трлн руб. (из них более 103,5 млрд руб. пришлось на объекты Росавиации, ещё 51,8 млрд руб. — Минкультуры), а вложения в 58,5 тыс. региональных строек — в 2,9 трлн руб. По данным аудитора, наибольшие средства в такие объекты вложены в Московской области (79,73 млрд руб.) и Ямало-Ненецком автономном округе (70,2 млрд руб.).

## Охрана труда в строительстве
Как и во многих других отраслях, охрана труда охрана труда в строительной отрасли претерпела значительные изменения при переходе к новым социально-экономическим отношениям после распада СССР. Шире стали привлекаться иностранные работники, меньше стало уделяться внимания профилактике аварий
, травматизма и профессиональных заболеваний
.